# Maumeta (Bazartete)
Maumeta ist ein Suco im osttimoresischen Verwaltungsamt Bazartete (Gemeinde Liquiçá).

## Geographie
Maumeta liegt etwa 30 Kilometer westlich von der Landeshauptstadt Dili, an der Küste der Straße von Ombai. Östlich befindet sich der Suco Lauhata und südöstlich der Suco Metagou. Westlich liegt, jenseits des Flusses Gularkoo und seines Quellflusses Eanaloa, das Verwaltungsamt Liquiçá mit seinen Sucos Dato und Luculai.  Den Südosten durchfließen der Nunupupolo und der Hatunapa, die beiden Quellflüsse des Carbutaeloa, der einen Teil der Grenze zu Lauhata bildet. Maumeta hat eine Fläche von 7,50 km² und teilt sich in die vier Aldeias Caimegohou, Darmudapu, Maumetalau und Nartutu (Nartuto).
Der Osten der Gemeindehauptstadt Vila de Liquiçá liegt direkt an der Küste Maumetas. Das Stadtzentrum befindet sich zwar im Nachbarverwaltungsamt Liquiçá, aber der Gemeindesitz steht im Norden Maumetas. Das Zentrum von Nartutu liegt am Fluss Gularkoo, Darmudapu zwischen Nunupupolo und Hatunapa, südlich ihres Zusammenflusses und Caimegohou nordwestlich davon auf der anderen Seite des Nunupupolo. Im Süden befindet sich Kailelilema. Die Grundschule Maumeta befindet sich im Norden in Liquiçá, etwas südöstlich davon die Escola Comecio Liquiçá (Handelsschule Liquiçá) und südwestlich der Sitz des Sucos. Die Grundschule Maumetalau steht an der Straße zum gleichnamigen Ort im Südwesten, aber noch in der Aldeia Natutu.
Das Temperaturmaximum beträgt 32,5 °C im November, die niedrigste Temperatur im Juli 22,4 °C.

## Einwohner
Im Suco leben 5.056 Einwohner (2022), davon sind 2.521 Männer und 2.535 Frauen. Im Suco gibt es 868 Haushalte. Über 67 % der Einwohner geben Tokodede als ihre Muttersprache an. 20 % sprechen Tetum Prasa, fast 4 % Mambai, fast 3 % Kemak, fast 2 % Bunak und Minderheiten Galoli, Tetum Terik, Baikeno, Makasae oder Waimaha.

## Geschichte
Der damalige Subdistrikt Bazartete war 1999 während der Unruhen vor und nach dem Unabhängigkeitsreferendum Schauplatz von Einschüchterungen, Vergewaltigungen und Mord durch Mitglieder der pro-indonesischen Miliz (Wanra) Besi Merah Putih. In Maumeta wurde die Grundschule zerstört und konnte erst 2001 für 465 Schüler wieder eröffnet werden. Im Ort entdeckten UN-Ermittler acht Todesopfer in einem Grab. Auch in Vila de Liquiçá wurden die meisten Gebäude beschädigt. Am 13. Oktober wurde zur Wiederherstellung der Ordnung eine australische Infanteriekompanie in der menschenleeren Stadt stationiert. Erst nach und nach kehrten die Einwohner zurück.
Am 1. und 2. Januar 2008 kam es hier und in den benachbarten Sucos Dato und Luculai im Subdistrikt Liquiçá zu schweren Überschwemmungen. Menschen wurden nicht verletzt, aber 300 Familien verloren ihr Dach über dem Kopf. Ende Januar 2012 wurden durch starke Regenfälle die Schule und 18 Häuser zerstört.

## Politik

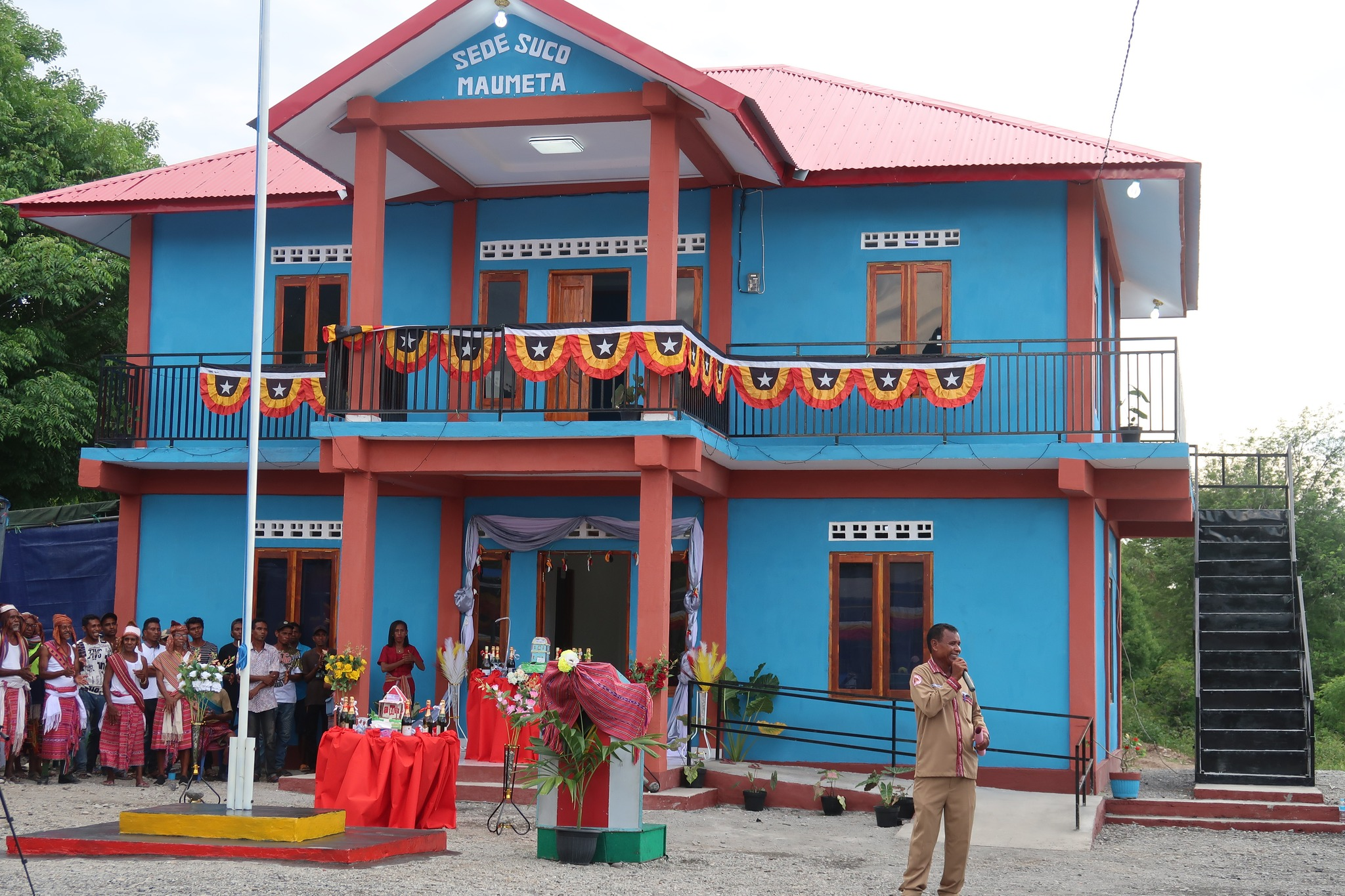
Sitz des Sucos Maumeta (2023)

Bei den Wahlen von 2004/2005 wurde Victor da Silva zum Chefe de Suco gewählt und 2009, 2016 und 2023 in seinem Amt bestätigt.